# تویفلینگن
تویفلینگن (به آلمانی: Twieflingen) یک شهر در آلمان است که در هلمشتدت واقع شده‌است. تویفلینگن ۷۰۲ نفر جمعیت دارد.